# Rosa Torres
Rosa Torres Molina (Valencia, 17 de septiembre de 1948) es una pintora y grabadora española.

## Biografía
Rosa Torres Molina, pintora y grabadora, nació en Valencia el 17 de septiembre de 1948, hija de Luis Torres Pastor, profesor de dibujo. Debido a ello, pasó sus primeros veinte años de vida en el País Vasco, en Llodio, donde se trasladó su familia cuando el padre obtuvo su plaza como catedrático.

## Trayectoria artística
Estudió Bachiller y Magisterio en Bilbao. Hacia finales de los 60 volvió a Valencia para estudiar Bellas Artes en la Escuela de San Carlos de Valencia, donde bien pronto empezó a relacionarse con los artistas más vanguardistas del momento: Juan Antonio Toledo, Equipo Crónica, Equipo Realidad, Jordi Teixidor etc. Entre sus influencias se destaca el Pop Art, Op Art y el Impresionismo.
En 1982 participó en la Bienal de Venecia bajo el comisariado de Luis González Robles, quien seleccionó algunas de sus obras de gran formato y le permitió compartir escenario con otros artistas como José Abad, Francisco Cruz de Castro, Eugenio Chicano y Josep Guinovart. También ha participado en varias ferias nacionales e internacionales.
Ha colaborado en diversas ediciones conjuntas con poetas y escritores: Martí Domínguez, Lourdes Ortiz, María Josep Escrivá, Marc Granell, Toni Mestre, Isidre Martínez Marzo, Tono Fornés y Marina Izquierdo.
Su obra está exenta de falsas pretensiones, y a lo largo de su extensa trayectoria se ha mantenido fiel a un lenguaje personal e inconfundible. Desde sus inicios siempre ha basado su pintura en imágenes reales bien sean paisajes, animales salvaje y/o composiciones clásicas.
En sus primeros años aborda los temas mediante un procedimiento pictórico que se acerca a la abstracción gestual, que evoluciona hacia una mayor síntesis de formas y colores mediante la reducción de todo elemento anecdótico por la síntesis de la imagen, el uso de las tintas planas de tonos vivos y el protagonismo del trazo negro. El trabajo por series ha sido una constante en toda su obra desde los primeros años de la década de los 70. Ha producido más de cien ediciones de obra gráfica, entre grabados, serigrafías, carteles, portadas de libros y objetos diversos que testimonian su interés por el arte seriado. Parte de ellos recogidos en “Rosa Torres, 1972 / 2000, Obra gráfica y múltiples”, catálogo editado por Caixa Rural de Torrent, en 2001.
La obra de Rosa Torres, según el crítico de arte Francesc Miralles, viene definida como una obra en la que «el color no da sentido a la obra, sino que es la obra».
En la feria de ARCO 2023 el Ministerio de Cultura y Deporte compró 26 obras de 18 artistas para el Museo Reina Sofía, siendo una de ellas de Rosa Torres Molina, la  obra Macetas. 1973, una pintura acrílica sobre barro, cartón y caña conformada por 33 unidades de 65 x 16 cm cada una de ellas.

## Obra en Museos y Colecciones
Su obra figura en museos y espacios públicos como el Centro de Arte Reina Sofía, Museo Albertina Gabinete Stampa, Viena, Fundación Antonio Pérez, Cuenca, Instituto Valenciano de Arte Moderno Ivam, Valencia, Museo Pablo Serrano, Zaragoza, Museo Centro de Arte Faro de Cabo Mayor, Santander, La Biblioteca Nacional, Madrid.